# Strage di Bellolampo
La strage di Bellolampo, anche conosciuta come strage di Bellolampo-Passo di Rigano, è stato un attentato compiuto il 19 agosto 1949 dalla banda di Salvatore Giuliano in località  Bellolampo (Palermo), in cui morirono sette carabinieri e ne rimasero gravemente feriti altri 10.
Insieme a quella di Portella della Ginestra, è considerata la più grave strage perpetrata dalla banda Giuliano.

## Storia
Il 26 dicembre 1945 la caserma dei Carabinieri di Bellolampo, frazione alle porte di Palermo (oggi situata all'interno della città), fu attaccata una prima volta da una cinquantina di uomini di Salvatore Giuliano, in quel momento colonnello delle formazioni separatiste dell'EVIS, che la devastarono.
Il 19 agosto 1949, dopo un attacco di una quindicina di uomini della banda Giuliano alla stessa caserma dei Carabinieri, fu inviata in rinforzo una colonna di 5 autocarri pesanti e di due autoblindo con 60 uomini del 12º Battaglione Mobile Carabinieri di Palermo. L'ultimo camion, con 18 carabinieri a bordo, saltò in aria su una mina in contrada Passo di Rigano, che all'epoca si trovava fuori città. Morirono sette carabinieri e 11 restarono feriti.

## Vittime
- Giovan Battista Aloe (22 anni), carabiniere
- Armando Loddo (21 anni), carabiniere
- Sergio Mancini (26 anni), carabiniere
- Pasquale Marcone (29 anni), carabiniere
- Gabriele Palandrani (23 anni), carabiniere
- Antonio Pubusa (23 anni), carabiniere
- Ilario Russo (21 anni), carabiniere

## Conseguenze
A seguito di questa strage, il ministro dell'Interno Mario Scelba dispose la nascita del Comando forze repressione banditismo, costituito da una forza di 2.000 uomini tra Carabinieri e Polizia, che fu posto agli ordini del colonnello Ugo Luca, con il quale collaborò anche il giovane capitano Carlo Alberto Dalla Chiesa.